# Kostel svatého Vojtěcha (Příbram)
Kostel svatého Vojtěcha v Příbrami je římskokatolický kostel v VI. příbramské městské části Březové Hory. Kostel byl postaven v novorenesančním slohu v letech 1886 až 1889. Je chráněn jako kulturní památka.

## Historie

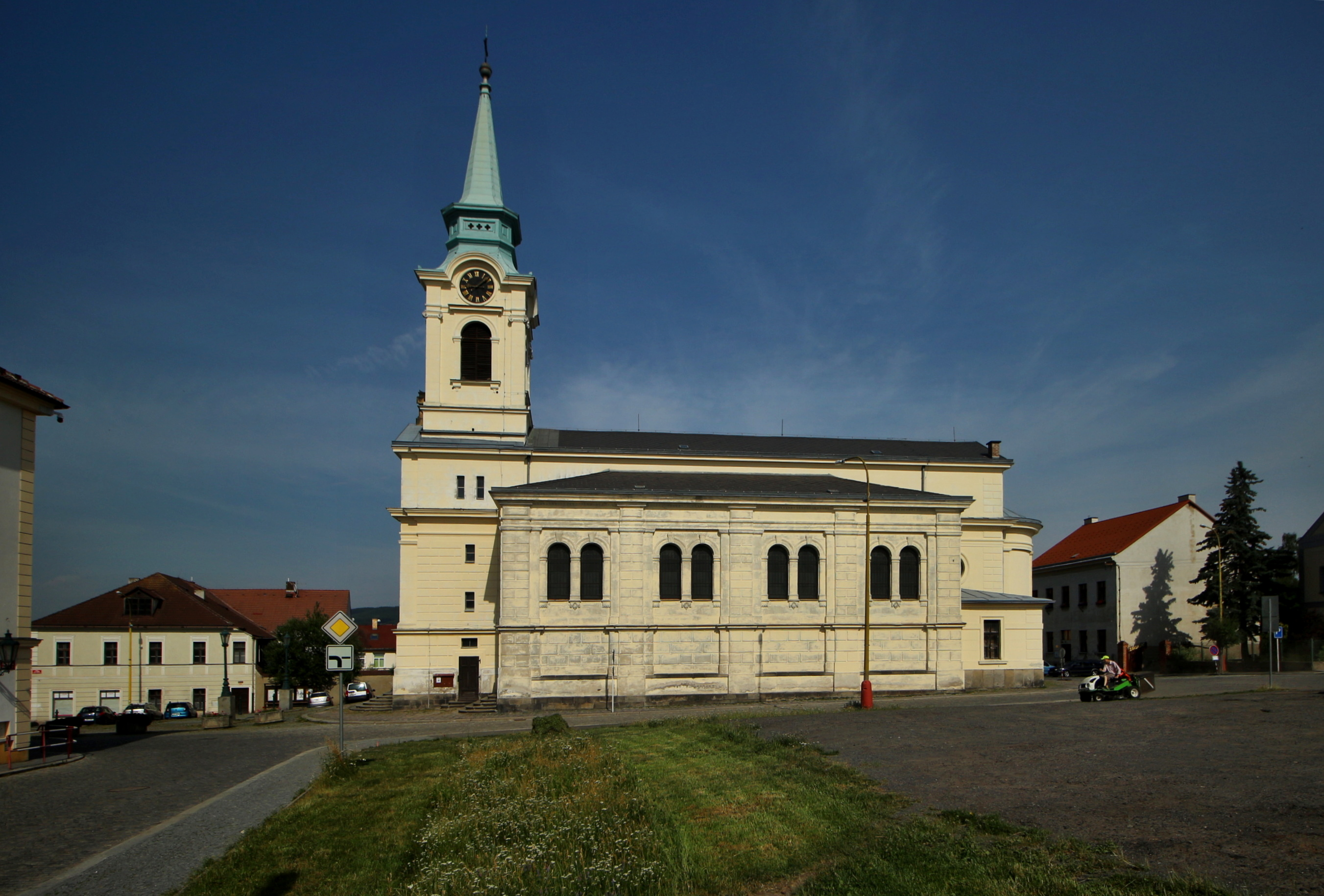
Kostel sv. Vojtěcha na náměstí J. A. Alise

Kostel byl postaven v letech 1886 až 1889 v novorenesančním slohu podle návrhu Antonína Bauma a Bedřicha Münzbergera. Pravidelné bohoslužby se v něm konaly od 13. října 1889, pražský arcibiskup František de Paula hrabě Schönborn ho vysvětil 21. září 1890.
Kostel byl několikrát opravován (např. 1963-1972, 1994 položení střešní krytiny, 1998 omítnutí), je však zachován v původní podobě z doby výstavby. 

## Popis
Kostel je trojlodní stavba s převýšenou střední lodí, v čelním průčelí s hranolovou věží s hodinami. Hlavní oltář je zasvěcen sv. Vojtěchovi, boční oltáře Panně Marii a sv. Václavovi.